# Salvelinus malma
Salvelinus malma es una especie de pez de la familia Salmonidae en el orden de los Salmoniformes.

## Subespecies
- Salvelinus malma krascheninnikova (Taranetz, 1933
- Salvelinus malma malma (Walbaum, 1792
- Salvelinus malma miyabei (Oshima, 1938.[1]